# 나가이 나오카쓰

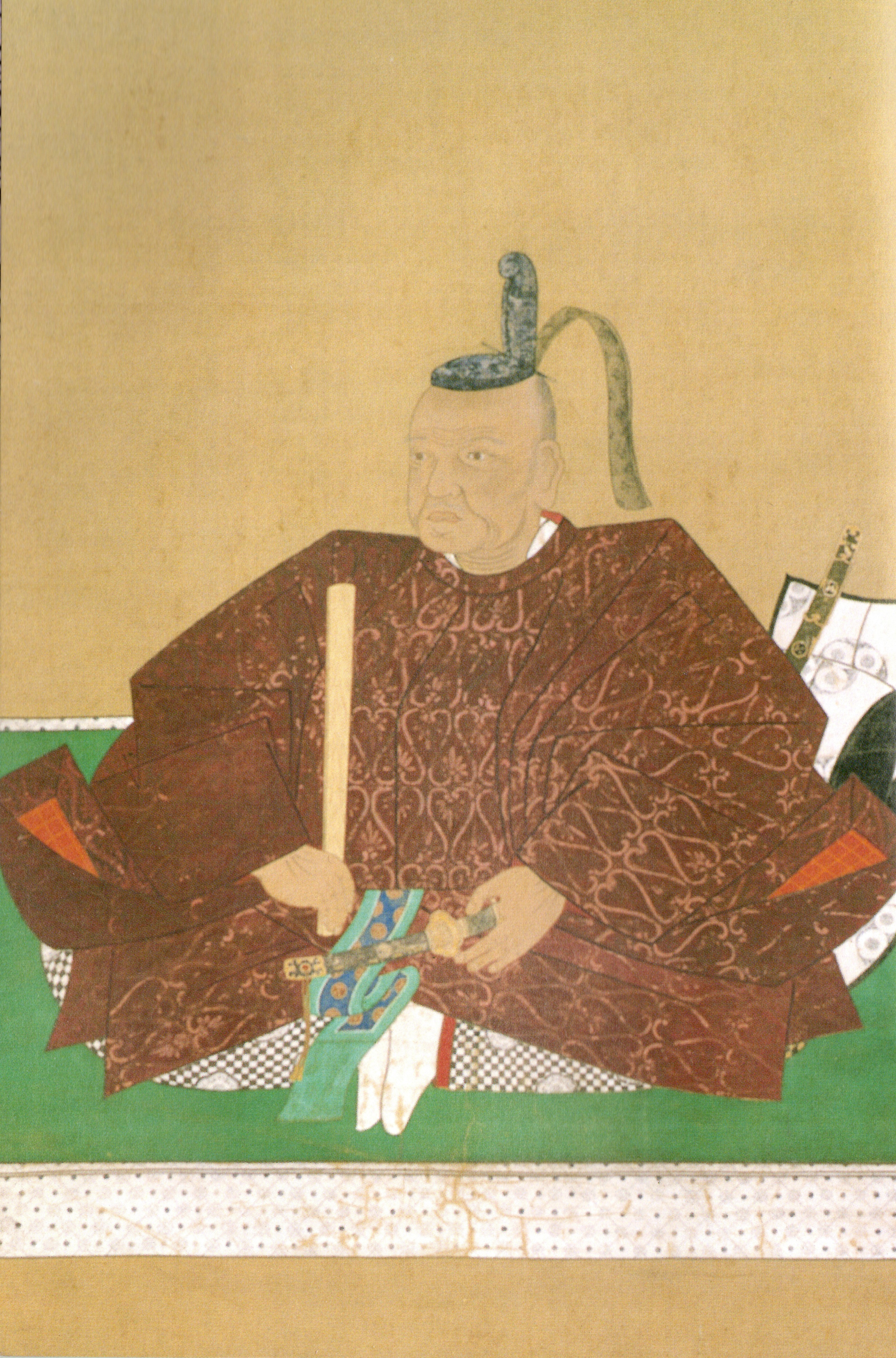
나가이 나오카쓰

나가이 나오카쓰(일본어: 永井直勝)는 센고쿠 시대부터 에도 시대 전기까지의 무장, 하타모토, 다이묘이다. 고즈케 오바타 번주, 히타치 가사마번주, 시모사 고가 번 초대 번주를 지냈다. 나가이 종가(永井宗家) 시조.
| 전임 미즈노 다다키요 | 오바타 번 번주 (나가이 가) 1616년 ~ 1617년 | 후임 오다 노부요시 |

| 전임 마쓰다이라 야스나가 | 가사마번 번주 (나가이 가) 1617년 ~ 1622년 | 후임 아사노 나가시게 |

| 전임 오쿠다이라 다다마사 | 제1대 고가 번 번주 (나가이 가) 1622년 ~ 1625년 | 후임 나가이 나오마사 |